# Cantó de Craon
El cantó de Craon és un cantó francès del departament del Mayenne, situat al districte de Château-Gontier. Té 13 municipis i el cap és Craon.

## Municipis
- Athée
- La Boissière
- Bouchamps-lès-Craon
- Chérancé
- Craon
- Denazé
- Livré-la-Touche
- Mée
- Niafles
- Pommerieux
- Saint-Martin-du-Limet
- Saint-Quentin-les-Anges
- La Selle-Craonnaise

## Història
| Data d'elecció                           | Identitat       | Partit                           | Qualitat |
| ---------------------------------------- | --------------- | -------------------------------- | -------- |
| 1949-1979                                | Simon Faligant  | MRP, després CD, després UDF-CDS |          |
| 1979-1992                                | Guy Jallot      | RPR                              |          |
| 1992-1998                                | Paul Thomas     | RPR                              |          |
| 1998-2011                                | Paul Chaineau   | Divers droite                    |          |
| 2011-                                    | Camille Besnier | Divers droite                    |          |
| les dades anteriors no són pas conegudes |                 |                                  |          |
|                                          |                 |                                  |          |

## Demografia
| A partir de 1990: Població sense dobles comptes |